# Центры подготовки афганской оппозиции
Центры подготовки афганской оппозиции — военно-тренировочные лагеря в приграничных с Афганистаном районах на территории Пакистана, Ирана, а также других государств в период Афганской войны (1979—1989).

— «Лагеря» и «учебные центры», развёрнутые в приграничной с Афганистаном полосе были созданы в интересах сопредельных государств на территории Пакистана и Ирана для подготовки диверсионных групп и военных специалистов разного профиля, под руководством иностранных военных инструкторов.

— После завершения учебного курса они засылались на территорию ДРА. Подготовка в учебных лагерях, существенно нарастило военный потенциал группировки антиправительственных сил в Афганистане. Так к осени 1979 года афганская вооружённая оппозиция довела численность своей группировки до 40 тысяч членов, развернув масштабные боевые действия против ОКСВА и правительственных сил ДРА более чем в 12 провинциях.

— Общая численность формирований афганской оппозиции, к завершению 1988 года, в количестве 4530 отрядов и групп представляла более 173 тысячи членов, наиболее активно действующих отрядов было — 1920, численностью 82,3 тысячи мятежников.

— Подготовка мятежников проводилась на территории Пакистана, Ирана и непосредственно на территории ДРА. Для этой цели, была сформирована сеть профильных военизированных центров (лагерей), в которых иностранные инструкторы и специалисты из США, Пакистана, КНР, арабских государств, обучали членов формирований афганской оппозиции методам и способам партизанской борьбы.

— Подготовкой диверсантов на начальном этапе Афганской войны (1979—1989) занимались также в ФРГ и в Шотландии, где функционировали ряд центров по обучению методам партизанской войны. В них проходили подготовку лица из числа коренного населения Афганистана и пакистанских спецслужб. Срок подготовки продолжался полтора месяца.

— Всего в годы Афганской войны (1979—1989) за пределами Афганистана — в приграничной с ним полосе, насчитывалось 212 центра и пунктов военно-специальной подготовки, из которых — 178 были расположены на территории Пакистана и 34 в Иране, подготовку в них прошли свыше 75 тысяч человек в год.

## Центры подготовки в Пакистане в период правления М. Дауда
Приход к власти путём военного переворота Мухаммеда Дауда ознаменовал преследование политических партий, в первую очередь партию (радикальную исламскую организацию) «Мусульманская молодёжь (партия)». Партия была запрещена и большая часть её членов, кому удалось избежать ареста или казни, бежала в Пакистан. Там, в городе Пешавар, они получили покровительство Президента Пакистана Зульфикара Али Бхутто, им предоставили свободу политической деятельности и возможность плотно взаимодействовать с пакистанскими спецслужбами.

— Интерес Исламабада состоял в укреплении антиправительственных Кабулу сил. Основной причиной тому являлось придерживание Президентом Афганистана Мухаммед Даудом позиции о неприятии фактической границы Пакистана и Афганистана по линии Дюранда и призывы к созданию единого Пуштунистана.

«Очень важна роль Пакистана в организации антиправительственного восстания 1975 году в Афганистане. Афганские фундаменталисты, вставшие на путь вооруженной борьбы против республиканского режима М. Дауда, превратились в орудие пакистанских спецслужб, а затем и других недружественных Афганистану того периода сил».— В.М. Спольников
Это послужило тому, чтобы найти способы усмирить афганского лидера и Исламабад пошёл на создание на приграничной с Пакистаном полосе в районах населённых пуштунскими племенами, сети центров (лагерей) подготовки членов вооружённых формирований. Таким образом, афганские антиправительственные силы стали использоваться в межгосударственной политике Пакистана и Афганистана, в руках пакистанских спецслужб.

— Партия «Мусульманская молодёжь (партия)», разделилась на Исламское общество Афганистана и Исламскую партию Афганистана (ИПА), занимавшую непримиримую позицию к Правительству М. Дауда.
— В июле 1975 года, именно ИПА стала во главе антиправительственного вооруженного восстания в Панджшерской долине, перенёсшегося затем в провинции: Бадахшан, Логар, Лагман, Пактия и Нангархар.

Руководство и идейные вдохновители восстания в Панджшере все без исключения прошли военную подготовку в военных центрах на территории Пакистана. Итогом подавления восстаний в Афганистане в 1975 году стала гибель более тысячи человек и 117 активистов «Мусульманской молодёжи».

«Мы решили — говорил Гульбетдин Хекматияр, что как можно большее число лиц должно пройти военную подготовку, чтобы затем начать боевые действия против режима.
— Планировалось, что восстание в народе будет поддержано армией, после чего начнутся военные действия по всему Афганистану. В июле 1975 года начались повстанческие действия в Панджширской долине…»— В.М. Спольников

## В период Афганской войны (1979—1989)
Органы государственной безопасности МГБ ДРА сообщили, что уже в конце января 1981 года в Пакистане был открыт филиал зарегистрированной в Лихтенштейне фирмы «Monte Franco Scandinabia Est.», при посредничестве которой в Пакистан «в частном порядке» прибыло по меньшей мере пять инструкторов из США и Великобритании, принимавших непосредственное участие в боевой подготовке моджахедов..

— К концу 1988 году на территории Пакистана и Ирана функционировало более 200 центров и пунктов подготовки общей численностью свыше 80 тысяч курсантов. Местом их дальнейшей службы а ДРА, было 172 основных объекта, в их числе: 14 базовых районов, 4 перевалочные базы, 9 перевалочных пунктов, 145 районов базирования, наибольшее часть которых было расположено в северо-восточных, центральных, южных провинциях и в зоне Кабула.

— С целью восполнения живой силы антиправительственных формирований и их усиления, после полученных потерь в ходе боевых действий с ОКСВА и правительственными силами ДРА, из Ирана и Пакистана было переброшено с мая 1988 года около 21,7 тысячи членов (май — 9,5; июнь — 2,3; июль — 3,4; август — 2,5; сентябрь — 1,6; октябрь — 2,4 тысячи) формирований.

Создание в 1982 году «Союза семи» (Альянса Семи), больше известной, как Пешаварская семёрка — союза исламских партий, деятельность учебно-тренировочных лагерей приняла наиболее крупный масштаб.

— На завершающем этапе 1988 года на территории Пакистана функционировал 181 центр учебно-тренировочный лагерь по подготовке мятежников общей численностью около 70 тысяч человек. вели активную деятельность 45 центров численностью более 18 тысяч курсантов.

Белуджистан и Северо-Западная провинция (СЗПП) Пакистана на своей территории образовали более 480 центров (лагерей) беженцев из ДРА, для прохождения курсов военной подготовки мятежников.

— Пополнение их рядов осуществлялось в среде лагерей афганских беженцев. Учитывая, что в Пакистане проживало более 3 миллионов афганских беженцев, они были крупным резервом пополнения формирований мятежников.

— Формирования мятежников, в случае необходимости в кратчайшие сроки были способны дополнительно привлечь до 30 тысяч новых членов прошедших военную подготовку.

## Программа подготовки
Главной дисциплиной большинства центров по подготовке специалистов являлось общее военное обучение, включающее изучение материальной части вооружения и практические занятия по стрельбе, обучения тактике партизанских формирований, ориентирование на местности и оказание первичной медицинской помощи. Изучались основы ислама.

— В Кумском теологическом центре (Иран), курсантам центра подготовки читался курс антиправительственной и антисоветской пропаганды. Важное значение уделялось подготовке диверсантов-террористов и полевых командиров вооруженных формирований. В некоторых центрах подготовку проходили специалисты по минно-подрывному делу, в других по стрельбе из зенитно-пулемётных установок (ДШК, ЗГУ-23-2/4), миномётов и гранатомётов. Функционировали центры, специализирующиеся на подготовке стрелков из различных ПЗРК и реактивных снарядов.

— Инструкторами по подготовке специалистов выступали пакистанские и иранские военнослужащие, а также США, КНР, Египта, Саудовской Аравии и бывшие офицеры ВС ДРА. Контроль за деятельностью тренировочных лагерей в Пакистане и Иране осуществляли специальные координационные центры.

— Помимо контроля, координационные центры, занимались анализом боевых действий в Афганистана. Обретённый опыт, использовался при формировании учебных программ. Координационные центры укомплектовывали центры подготовки преподавателями и инструкторами.

Период подготовки специалистов в центрах продолжался от двух-трех недель до шести месяцев.

— Учебные центры, в большинстве своём, представляли палаточные городки, огороженные колючей проволокой. Крупные центры располагали административными корпусами и казармами со строгой контрольно-пропускной системой и охраной. Проводы выпускников центров подготовки в вооруженные формирования на территории Афганистана осуществлялось в торжественной обстановке.

## Лагеря беженцев, как источник сил оппозиции
Наибольшая часть афганских беженцев мигрировала в Пакистан (свыше 3 миллионов человек) и в Иран (1,5 миллиона). В основном, это было население приграничных с Пакистаном и Ираном провинций ДРА, кочевники приграничных пуштунских племен.
— По социальному составу это беднейшие и средние слои афганского общества — крестьяне, ремесленники, торговцы. Положение их в Пакистане и Иране было очень сложным. Это обстоятельство благоприятствовало ведению в лагерях лидерами афганской оппозиции активной антиправительственной пропаганды, и призыву участвовать в вооружённом сопротивлении на территории.

— Антиправительственные формирования и поддерживающие их международные силы были заинтересованы в сохранении большой численности в лагерях беженцев в Пакистане и Иране, используя этот ресурс в качестве основного пополняющего источника пополнения своих вооруженных формирований на территории Афганистана, и стремились не допустить их сокращения. Особенно это касалось подрастающего поколения.

— Ежегодно, из числа беженцев, в центры подготовки военных специалистов набиралось до 75 тысяч членов.

Иранское духовенства, проводя работу с афганскими беженцами в лагерях насаждало идею свершения «исламской революции» в Афганистане.
- Основные лагеря афганских беженцев в Пакистане:

— Бадабер Читрал, Севай, Харипур, Кача-Гархи, Насербат, Факирабад, Саранан, Зардаккот, Миянвали, Бонну, Азим-Банда, Хату, Матасангар, Камкол-Шариф, Азахейль-Бала, Пабби, Какабиян, Дамадола.

— Шамшату, Джалозай, Баркили, Коткай, Байаур, Шальман, Олд Багзай, Басу, Ащгару и многие другие.
- В Иране: Бирджанд, Тебесе-Месина, Тайабад, Тебес, Заболь, Захедан и другие.[1]

Для создания необходимых условия для подготовки членов вооружённых формирований, близ городов Пешавар и Кветта, были оборудованы военные склады. Пакистанская межведомственная разведка «ISI» создала все необходимые условия: обеспечивала мятежников автотранспортом и авиацией, переброску вооружения и вновь подготовленных членов из учебных центров в ДРА.

## Центры исламских партий «Бадабер» и «Шамшату»
Партия «Исламское общество Афганистана» (Хезб-е Джамиат-е Ислами) под руководством лидера афганской оппозиции Союза «Пешаварской Семёрки» Бурханудина Раббани обладала центрами (базами) боевой подготовки моджахедов на территории Пакистане, крупнейшей и главной среди которых была «Бадабер».
 Площадь его территории составляла свыше 500 гектар, одновременно на базе обучалось более 300 курсантов: преподавателями были иорданские, египетские и пакистанские инструкторы в количестве 65 человек. База обладала 6 складами вооружений и боеприпасов, имелись помещения для заключённых.

— В период Афганской войны (1979-1989) и после в застенках базы «Бадабер» содержались пленные советские воины из частей и соединений ОКСВА, взятые в различных провинциях Афганистана.

— Бадабер получил широкую известность — 26 апреля 1985 года в результате боестолкновения отряда афганских моджахедов, надзиравших за базой Бадабер совместно с усилившими их частями пакистанской регулярной армии с группой советских и афганских военнопленных, стремившихся пробиться из заточения. В итоге двухдневного боя с применением артиллерии подавляющее большинство узников лагеря Бадабер погибли.
 
— Одновременно, один из лагерей афганских беженцев в Пакистане, наряду с крупными Шамшату, Джалозай, Читрал, Севай, Харипур и многими другими.

Расположен в 10-ти километрах южнее приграничного с Афганистаном города Пешавар.
«Исламская партия Афганистана» (Хизби-е-Ислами) под руководством лидера афганской оппозиции Союза «Пешаварской Семёрки» Гульбеддина Хекматияра, также владела центрами (базами) боевой подготовки моджахедов в Пакистане, крупнейшей и главной из которых была «Шамшату» (Шамшатту, Шамшатто), другое название «Насрат Мена» — на пушту «Квартал Победы».
 
— База получила известность в период Афганской войны (1979-1989). Одновременно входила в число 150 лагерей афганских беженцев в Пакистане, наряду с крупными Джалозай, Баркили, Коткай, Байаур, Шальман, Олд Багзай, Басу, Ащгару. Расположена в близости к приграничному с Афганистанном городом Пешавар.

— В период Афганской войны (1979-1989) и после в застенках базы «Шамшату» моджахеды «Исламской партии Афганистана» содержали пленных советские воины из частей и соединений ОКСВА, взятых — в Хинджане, (Баглан), в Кандагаре, Кундузе, районе Чарди провинции Кабул и других. Оттуда советских пленных переправляли в соседний Пакистан, город Пешавар, а затем, спустя какое-то время посредством международных гуманитарных миссий в Европу, США и Канаду.

## Центры в США и Великобритания (Шотландия)
В начальный период войны США и Великобритания проводили против СССР секретную операцию под кодовым названием «Фарадей», которая курировалась министерствами обороны Великобритании и США.

— Непосредственными исполнителями задач были сотрудники британского спецподразделения SAS и разведывательного управления Министерства обороны США. Операция преследовала следующие цели: создание тренировочных лагерей (в том числе, на территории Пакистана и в Шотландии); засылку американских и британских диверсантов из частей спецназа для ведения разведки в районах Кандагар — Баграм — Кабул; организацию поставок оружия, боеприпасов и минно-взрывных средств; инструктирование афганских моджахедов по тактике диверсионной деятельности.

Однако наибольший масштаб помощи афганским мятежникам связан с началом операции «Циклон» ЦРУ США.

— В июне 1986 года отставной подполковник войск специального назначения армии США Джеймс «Бо» Грайд организовал обучение группы афганских моджахедов в США, на территории штата Невада. Программа «специальной военной подготовки» продолжалась в течение месяца и включала обучение ведению разведки, подрывное дело и обучение использованию средств связи и приборов ночного видения.